# ديفيد سابين
ديفيد سابين (2 يونيو 1966 في نيوزيلندا - ) (بالإنجليزية: David Sabine)‏ هو لاعب كريكت بريطاني. لعب مع Kent County Cricket Club ‏.

## وصلات خارجية
- ديفيد سابين على موقع إي آس بي آن كريك إنفو (الإنجليزية)